# Hang Seng Bank

Logo

Das chinesische Unternehmen Hang Seng Bank Limited (chinesisch 恒生銀行有限公司) ist die zweitgrößte Bank in Hongkong. Das Unternehmen wird im Hang Seng Index gelistet, Mehrheitseigentümer (62,14 %) ist die HSBC Group. Gegenwärtige Vorsitzende (Independent Non-executive Chairman) ist Irene Lee Yun Lien (Stand August 2022). CEO ist Diana Cesar.
Das Unternehmen wurde 1933 in Hongkong gegründet.